# La Chorrera
La Chorrera város Panamában, Panamavárostól közúton kb. 50–60 km-re délnyugatra. A pánamerikai főútvonalon fekszik, a Csendes-óceán partjától mintegy 7 km-re. Lakossága kb. 160 ezer fő.
Híres a nemzetközi vásáráról és mint a bollo nevű édesség és a chicheme nevű ital otthona. A környék termékeny földjein elsősorban ananászt, rizst, kávét, maniókát, cukornádat termesztenek.
Névadója egy vízesés, amely a közelben észak felé érhető el.

## Források

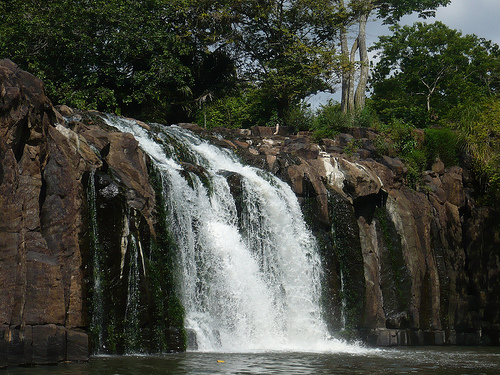
A Chorrera-vízesés

## Fordítás
- Ez a szócikk részben vagy egészben  a   La Chorrera, Panama című angol Wikipédia-szócikk fordításán alapul.  Az eredeti cikk szerkesztőit annak laptörténete sorolja fel. Ez a jelzés csupán a megfogalmazás eredetét és a szerzői jogokat jelzi, nem szolgál a cikkben szereplő információk forrásmegjelöléseként.